# Саученица (Ботошани)
Саученица (рум. Saucenița) насеље је у Румунији у округу Ботошани у општини Вакулешти. Oпштина се налази на надморској висини од 203 m.

## Становништво
Према подацима из 2002. године у насељу је живело 999 становника, од којих су сви румунске националности.